# Фетисов Арена
«Фети́сов Аре́на» — концертно-спортивный комплекс во Владивостоке, домашняя арена клуба КХЛ «Адмирал». Назван в честь Вячеслава Фетисова, знаменитого хоккеиста и тренера, депутата Государственной Думы РФ. Архитектором выступила Ирина Бородкина.
Комплекс рассчитан на 8 тысяч посетителей во время концертов и до 7 тысяч во время спортивных соревнований. Основным инвестором строительства был «Газпром». Открытие состоялось 27 сентября 2013 года, в этот день «Адмирал» в первом домашнем матче обыграл ЦСКА со счётом 4:2. Первую шайбу на новой арене забросил в конце первого периода форвард «Адмирала» Виктор Другов. Билеты на хоккей в среднем стоят от 500 до 2000 рублей, на концерты от 1500 и более.
В 29 домашних матчах Адмирала в шестом сезоне КХЛ заполняемость арены составила 98,8 %.
В 2018 и 2019 годах в комплексе проходили концерты популярного певца Егора Крида.
В 2024 году 26 и 27 октября концерты музыкальной группы «Руки Вверх!» собрали 8000 человек.

## Местоположение
КСК «Фетисов Арена» расположен в 18 км от центра Владивостока, в 150 метрах к востоку от трассы А370, недалеко от железнодорожной станции Спутник. До арены можно добраться как на автобусе, так и на электропоезде.